# El sabor de lo prohibido
El sabor de lo prohibido es el primer Ep de la cantante española Coral Segovia. Grabado y producido en Miami (Florida), bajo la dirección del productor y compositor español Manuel Pacho. Lanzado bajo el sello de Universal Music Latino.

## Historia
A mediados de los años 90, Coral buscaba hacerse un campo dentro de la escena musical, habiendo trabajado ya anteriormente con productores y compositores españoles, su primera oportunidad llegó de la mano del Productor y compositor asturiano Manuel Pacho. Este productor quién empezó haciendo música para publicidad y telenovelas, residía en México donde trabajó para la empresa Televisa y ganó amplia fama componiendo para artistas mexicanos, entre ellos la cantante Rocío Banquells, Yuri y el cantante puertorriqueño Ricky Martin, entre otros. En 1997, el productor se trasladó a Miami y montó un estudio de grabación, haciendo casting de voz para presentarlas a diferentes compañías disqueras.

## Casting y grabación
Coral hasta ese entonces había trabajado y grabado temas con el músico español Oscar Morgado Asensio (Nacho Cano, entre otros…), también compuso temas junto a autores como: Miguel Angel Salomón Chahoud, José Rosario Pilo y Jesús Gutiérrez Alonso. 
Con un demo ya en mano, Coral envió su propuesta a diferentes oficinas y productores para buscar una oportunidad y cuando Manuel Pacho la escuchó, le gustó su voz, su forma de cantar y la llamó a grabar con él en la Florida.
Se grabó un Ep de corte romántico llamado “El Sabor de lo Prohibido” que incluía 4 temas: El sabor de lo prohibido, Quién te ha perdido Amor, Rotundamente no, y Que me dejes de querer. En dicho trabajo colaboraron: el músico Kiko Cibrian, el arreglista mexicano Alejandro Carballo y el ingeniero de sonido Paul Mc Kenna, habituales colaboradores en los discos de Luis Miguel, y viejos amigos del productor cuando este radicaba en México.

## Lanzamiento
Cuando este trabajo se entregó a diferentes discográficas, la primera en interesarse fue Warner Music, sin embargo no se llegó a ningún acuerdo, finalmente se firmó con Universal Music Latino. Para "El Sabor de lo Prohibido", se hizo una sesión de fotos y un arte gráfico. La idea era lanzar este Ep en Otoño de 1998 en América Latina, y ver la respuesta del público, si la respuesta era positiva inmediatamente se grabaría un disco bajo la producción y dirección de Manuel Pacho. 
Sin embargo la nueva compañía surgida de la fusión entre Polygram y Universal decide prescindir de varios artistas, dejando sólo a aquellos de mayor venta en los últimos años. Con esta fusión el lanzamiento de este Ep quedó aplazado hasta principios de 1999, dónde se lanzó en línea por Amazon y otras webs de música americanas, dicho lanzamiento no contó con promoción, ni ningún tipo de publicidad, lo que ocasionó que fuera un trabajo casi inexistente y que semanas después del lanzamiento, fuera finalmente cancelado.
Actualmente este Ep está descatalogado y es imposible conseguirlo.

## Lista de canciones
| #   | Título                                                                                    | Duración |
| --- | ----------------------------------------------------------------------------------------- | -------- |
| 01. | El sabor de lo prohibido • Música: Manuel Pacho, Quike Ruíz • Letra: Juan Carlos Calderón | 3:38     |
| 02. | Quién te ha perdido amor • Música: Manuel Pacho • Letra: Juan Carlos Calderón             | 3:12     |
| 03. | Que me dejes de querer • Música: Juan Carlos Calderón • Letra: Juan Carlos Calderón       | 4:11     |
| 04. | Rotundamente no • Músic: Juan Carlos Calderón, Quike Ruíz • Letra: Juan Carlos Calderón   | 3:56     |